# The Black Dog
The Black Dog — музыкальный коллектив из Великобритании, создающий музыку в жанре IDM. Группа была основана в 1989 году Кеном Дауни, совместно с Эдом Хэндли и Энди Тернером. Группу признают легендарной в своем жанре, её участники считаются одними из пионеров, тех кто был у истоков IDM-музыки в 80х, наряду с Autechre, Aphex Twin, µ-ziq и LFO

## Дискография
- 2015 Neither/Neither
- 2013 Tranklements
- 2011 Liber Dogma
- 2011 Liber Chaos {Book Ov Aiwass}
- 2011 Liber Nox (Book 3 Ov 3)
- 2011 Liber Temple (Book 2 Ov 3)
- 2011 Liber Kult (Book 1 Ov 3)
- 2010 Final Collected Vexations
- 2010 Thee Lounge EP
- 2010 Music for Real Airports
- 2009 The Vexing Remixes
- 2009 We Are Sheffield EP
- 2009 Vexing EP
- 2009 Further Vexations
- 2008 Detroit Vs Sheffield EP
- 2008 Radio Scarecrow
- 2008 Set To Receive EP
- 2007 Floods EP
- 2007 Remixes 2
- 2007 Book of Dogma
- 2006 Riphead Ep
- 2006 Thee Singles
- 2005 Silenced
- 2005 The Remixes Ep
- 2005 Trojan Horus Ep
- 2005 Remote Viewing Ep
- 2005 Bite Thee Back Ep
- 2003 Genetically Modified (с Black Sifichi, ремикс от Unsavoury Products)
- 2002 Unsavoury Products (с Black Sifichi)
- 1998 Plan Black V Dog (с Gustavo Cerati's Plan V)
- 1996 Music for Adverts (and Short Films)
- 1995 Parallel (переиздан в 2003)
- 1995 Spanners
- 1993 Temple of Transparent Balls (переиздан в 2003 и 2007)
- 1993 Bytes (вторично выпущен в 2005)